# Светлогорский
 Светлого́рский  — посёлок в Черемшанском районе Татарстана. Входит в состав Старокадеевского сельского поселения.

## География
Находится в южной части Татарстана на расстоянии приблизительно 27 км по прямой на северо-запад от районного центра села Черемшан.

## История
Зарегистрирован официально в 1963 году.

## Население
Постоянных жителей было: в 1989 году — 146, в 2002 − 111 (татары 58 %), 70 в 2010.